# Fernando Ayres da Cunha
Dr. Fernando Ayres da Cunha (Rio de Janeiro, 31 de julho de 1913 – 3 de Março de 1994), foi um importante médico especialista em otorrinolaringologia, formado pela atual Universidade Federal do Rio de Janeiro - na época considerada Faculdade Nacional de Medicina - em 15 de dezembro de 1937.
Foi formando da 20º turma de otorrinolaringologia da Faculdade de Medicina. A partir de então, dedicou a especialidade médica que cuida das doenças dos ouvidos, nariz e garganta.
Já como médico, participou do 1º Congresso de Otorrinolaringologia do Brasil, na cidade do Rio de Janeiro em 1938.
Começou sua carreira em otorrinolaringologia como membro integrante da equipe do proeminente Dr. Raul David de Sanson. Nascido em 16 de fevereiro de 1887 e diplomado em 1908, o Dr. Raul organizou e chefiou o Serviço dos Olhos, Ouvidos, Nariz e Garganta do Hospital Universitário Gaffrée e Guinle em 1932 e foi presidente da Academia Nacional de Medicina entre 1947 e 1949. Dr. Fernando fez parte da equipe do Dr. Raul David de Sanson por mais de 40 anos.
Dr. Fernando também participou, em 1949, do 2º Congresso de Otorrinolaringologia do Brasil, em Salvador, na Bahia. O evento aconteceu mais de dez anos depois do primeiro congresso, devido aos transtornos dos tempos de guerra. Ainda neste mesmo ano, participou da fundação da Federação Brasileira de Otorrinolaringologia, que passou a se chamar Sociedade Brasileira de Otorrinolaringologia em 1979 e, desde 2003, é conhecida denominada como Associação Brasileira de Otorrinolaringologia e Cirurgia Cérvico-Facial.
Dr. Fernando foi nomeado presidente da nova Comissão de Revisão da Farmacopeia em 1975. A Comissão foi designada pelo ministro da Saúde, Paulo de Almeida Machado, por meio da portaria 276 de 25 de julho de 1975 da Secretaria Nacional de Saúde e do seu órgão específico, o Serviço Nacional de Fiscalização da Medicina e da Farmácia.
Em cooperação com o Conselho Federal de Farmácia, presidida então por Dr. Fernando, a Comissão de Revisão da Farmacopeia concluiu em 16 meses a 3ª edição da Farmacopeia Brasileira, aprovada pelo decreto nº 78.840 de 25 de novembro de 1976, expedido pelo presidente da república, Ernesto Geisel, 50 anos após a 1ª edição da Farmacopeia Brasileira.
Dr. Fernando Ayres da Cunha faleceu em março de 1994 aos 81 anos.

## Trajetória e principais trabalhos
- Formado em medicina pela Universidade Federal do Rio de Janeiro em 1937.
- Formando da 20° turma de Otorrinolaringologia da Universidade Nacional de Medicina.
- Participante do 1º Congresso de Otorrinolaringologia do Brasil, realizado em 1938.
- Participante do 2º Congresso de Otorrinolaringologia do Brasil, realizado em 1949.
- Participante da fundação da Federação Brasileira de Otorrinolaringologia (atual Associação Brasileira de Otorrinolaringologia e Cirurgia Cérvico-Facil).
- Membro da equipe do Dr. Raul David de Sanson.
- Presidente da Comissão de Revisão da Farmacopeia.
- Diretor do Serviço Nacional de Fiscalização da Medicina e Farmácia.
- Parceiro do Conselho Federal de Farmácia.
- Autor da 3ª edição da Farmacopeia Brasileira, publicado em 25 de novembro de 1976, através da Comissão de Revisão da Farmacopeia.